# 15 Minutos (filme)
15 Minutos (em inglês:  15 Minutes) é um filme de suspense policial alemão-estadunidense, de 2001, dirigido por John Herzfeld e estrelado por Robert De Niro e Edward Burns. Sua história gira em torno de um detetive (De Niro) e um oficial investigativo (Burns) que unem forças para prender um par de assassinos da Europa Oriental (Karel Roden e Oleg Taktarov) gravando seus crimes para se tornarem ricos e famosos. O título é uma referência à citação de Andy Warhol: "um dia, todos terão direito a 15 minutos de fama".

## Enredo
Os ex-presidiários Emil Slovak (Karel Roden) e Oleg Razgul (Oleg Taktarov) chegam aos Estados Unidos para reivindicar sua parte de um assalto a banco na Rússia (ou na República Tcheca). Oleg rouba uma câmera de vídeo de um estabelecimento para fazer seu próprio filme. No apartamento degradado de seu antigo parceiro, eles não recebem sua parte, então Emil fatalmente esfaqueia ele e sua esposa enquanto Oleg o grava com a câmera. A imigrante tcheca Daphne Handlova (Vera Farmiga) testemunha os crimes no banheiro e depois escapa antes que eles possam matá-la também. Para esconder o crime, Emil incendeia o apartamento.
Jordy Varsóvia (Edward Burns) é um investigador designado para o caso. Eddie Flemming (Robert De Niro) é um detetive extravagante da cidade de Nova York que também é chamado à cena. Flemming é uma celebridade de alto nível que é seguido por um repórter do programa de TV Top Story, apresentado pelo arrogante Robert Hawkins (Kelsey Grammer). Onde quer que ele vá, os cidadãos o animam. Flemming e Varsóvia concordam em trabalhar o caso juntos. Enquanto verifica a multidão, Varsóvia vê Daphne tentando chamar sua atenção, mas ela desaparece.
Emil chama um serviço de acompanhantes e pede uma "garota tcheca". Alguém que se chama Honey (Noelle Evans) chega, a quem ele mata, mas não antes de obter o endereço do serviço de acompanhantes. Oleg grava o assassinato. Ele filma tudo continuamente, alegando que quer ser o próximo Frank Capra.
Flemming e Varsóvia investigam o caso de Honey, visitando o serviço de acompanhantes. Rose Hearn (Charlize Theron), que dirige, diz a eles que a garota que Varsóvia descreveu não funciona para ela, mas para uma cabeleireira. Ela menciona alguns outros caras que acabaram de fazer as mesmas perguntas. Flemming e Varsóvia chegam ao salão logo após Emil e Oleg terem avisado Daphne para ficar quieta. Flemming percebe alguém filmando do outro lado da rua. Uma perseguição começa, o parceiro regular de Flemming, Leon Jackson (Avery Brooks), é atingido por uma garrafa de vidro e sua carteira roubada. Emil encontra um cartão com o nome e o endereço de Flemming. Ele tem ciúmes do status de celebridade de Flemming e está convencido de que qualquer pessoa na América pode se safar de qualquer coisa.
Na noite em que Flemming propõe a sua namorada Nicolette Karas (Melina Kanakaredes), Oleg e Emil entram sorrateiramente em sua casa e amarram Flemming a uma cadeira. Enquanto Oleg está gravando, Emil explica seu plano para Flemming: ele o matará e venderá a fita para Top Story. Depois de se comprometer com em ir a um manicômio, ele declarará que é realmente são. Como ele não pode ser julgado novamente, ele sairá, coletando royalties de seus livros e filmes. Fleming os ataca com a cadeira (enquanto ainda colado a ele), mas Emil pega a mão e o apunhala no peito, ferindo-o mortalmente. Emil então sufoca e mata Flemming com um travesseiro.
A cidade inteira está de luto. Emil chama Hawkins para oferecer a fita que ele está disposto a vender para Top Story. Hawkins lhe paga US$1 milhão por isso. Varsóvia e toda a força policial estão furiosos, incapazes de acreditar que o programa de TV iria ao ar, especialmente porque o principal repórter de Hawkins é Nicolette.
Emil e Oleg sentam-se em um Planet Hollywood para assistir ao show em público. No meio da transmissão, os clientes percebem que Emil e Oleg estão lá com eles e entram em pânico. A polícia chega e prende Emil, enquanto Oleg escapa. Em vez de entregar seu suspeito à delegacia, Varsóvia leva Emil a um armazém abandonado para matá-lo. Outros policiais chegam bem a tempo e levam Emil sob custódia. Tudo corre como planejado para Emil, agora uma celebridade que está alegando insanidade. Seu advogado concorda em trabalhar com 30% dos royalties que Emil receberá por sua história. Enquanto isso, escondido, Oleg fica com ciúmes da notoriedade que Emil está recebendo.
Enquanto o advogado está levando Emil embora, cercado pela mídia, Varsóvia provoca uma discussão, com a equipe do Top Story gravando a coisa toda. Oleg se aproxima silenciosamente de Hawkins e entrega a ele a fita de Emil, explicando seu plano a Flemming, provando que ele era sensato o tempo todo. Hawkins grita para Emil sobre as evidências em seu poder. Emil pega a arma de um policial, atira em Oleg e agarra Nicolette, que está cobrindo a história, ameaçando matá-la. Contra ordens, Varsóvia atira em Emil uma dúzia de vezes no peito para vingar o assassinato de Flemming.
Um oficial observa que Oleg ainda está vivo. Hawkins corre para o lado dele, onde Oleg diz algumas palavras finais sobre o filme que ainda está sendo gravado, pouco antes de morrer. Hawkins tenta obter um comentário de Varsóvia, que o soca e se afasta enquanto a polícia sorri com aprovação.

## Elenco
- Robert De Niro .... Detetive Eddie Flemming
- Edward Burns .... Investigador Marshal Jordan Warsaw
- Kelsey Grammer .... Robert Hawkins
- Avery Brooks .... Detetive Leon Jackson
- Melina Kanakaredes .... Nicolette Karas
- Karel Roden .... Emil Slovák
- Oleg Taktarov .... Oleg Razgul
- Vera Farmiga .... Daphne Handlová
- John DiResta .... Bobby Korfin
- James Handy .... Deputado Declan Duffy
- Darius McCrary .... Detetive Tommy Cullen
- Bruce Cutler .... Ele Mesmo
- Charlize Theron .... Rose Hearn
- Kim Cattrall .... Cassandra
- David Alan Grier .... Mugger
- Alison LaPlaca .... Goldie
- Vladimir Mashkov .... Milos Karlov
- Irina Gasanova .... Tamina Karlova
- Noelle Evans .... Namorada
- Tygh Runyan .... Stephen Geller
- Ritchie Coster .... News Stand Vendor
- Gabriel Casseus .... Unique
- Anton Yelchin .... garoto no edifício incendiado

## Recepção
Em base de 32 avaliações da imprensa, alcançou uma nota de 34% no Metacritic. No Rotten Tomatoes, com uma pontuação de 33% em base de 123 críticas, foi publicado um consenso: “Como crítico, pois é sobre o sensacionalismo na mídia, 15 minutos se entrega a uma violência escabrosa, e sua sátira é muito mão-pesada para ser eficaz”.

## Bilheteria
O filme arrecadou US$24,403,552 no mercado interno nos Estados Unidos e no Canadá. Ele fez outros US$31,956,428 internacionalmente, num total de US$56,359,980, em um orçamento de produção de US$42 milhões.